# Gerhard Lutz (Physiker)
Gerhard Lutz (* 29. Oktober 1939 in Klagenfurt; † 28. April 2017 in Wien) war ein österreichischer Physiker. Er leistete wesentliche Beiträge zur Entwicklung von Halbleiterdetektoren in der Teilchenphysik und anderen Bereichen.

## Leben
Gerhard Lutz studierte Physik an der TU Wien und wurde 1967 an der Universität Hamburg mit einer bei Willibald Jentschke angefertigten Doktorarbeit Kohärente Bremsstrahlung und Paarbildung an Diamant-Einkristallen promoviert. In demselben Jahr erhielt er den Röntgen-Preis der Universität Gießen. Von 1967 bis 1970 war er Assistant Professor an der Northeastern University in Boston. Dort trug er maßgeblich zu einem Spektrometer-Experiment am Brookhaven National Laboratory bei, mit dem spektakuläre Ergebnisse eines anderen Spektrometerexperiments am CERN falsifiziert werden konnten. Anschließend absolvierte er einen Gastaufenthalt am CERN und kehrte zeitweilig als Associate Professor an die Northeastern University zurück, bevor er 1972 eine Stelle am Max-Planck-Institut für Physik in München annahm, an dem er bis zu seiner Pensionierung 2004 tätig war. In München baute er 1992 zusammen mit Lothar Strüder das Halbleiter-Labor (HLL) der Max-Planck-Institute auf, das er gemeinsam mit Strüder bis zu seinem Ruhestand leitete.
2011 erhielt er den TNPSS Radiation Instrumentation Outstanding Achievement Award des IEEE. 2017 erhielt er mit Erik H. M. Heijne und Robert Klanner den High Energy and Particle Physics Prize für die Entwicklung der Siliziumstreifendektoren, die seit Ende der 1970er und Anfang der 1980er Jahre an großen Beschleunigerexperimenten wie dem ATLAS-Detektor am LHC eingesetzt werden. Ende der 1970er Jahre demonstrierte er basierend auf der Arbeit von Josef Kemmer (1938–2007, TU München) und Robert Klanner die Herstellung von Siliziumstreifendetektoren in Planartechnik (und unabhängig von einer Gruppe um Erik Heijne). Sie wurden im NA11-Detektor (aktiv 1978 bis 1982) und NA32-Detektor (aktiv 1982 bis 1986) am CERN verwendet. Dies war damals ein technologischer Durchbruch. Lutz spielte auch eine wesentliche Rolle beim Silizium-Vertex-Detektor des ALEPH-Experiments am LEP mit doppelseitigen Silizium-Streifendetektoren und CAMEX64 Auslese-Chips in CMOS-Technologie. Er war Ko-Entwickler des DEPFET-Sensors mit integriertem Signalverstärker, der für hochgenaue Messungen des Kollisionspunkts zum Beispiel am Belle-II-Experiment des KEK Verwendung findet, und trug zur Entwicklung von Silizium-Pixel-Detektoren und Siliziumdriftdetektoren bei. Diese werden seither nicht nur in der Teilchenphysik, sondern auch in der Röntgenanalytik, insbesondere der Röntgenfluoreszenzanalyse, eingesetzt.
Lutz war 2002 Mitbegründer des Unternehmens PNSensor und 2007 der Firma PNDetector. Sein 2007 erschienenes Buch Semiconductor Radiation Detectors ist ein Standardwerk über Halbleiterdetektoren.

## Schriften (Auszug)
- Semiconductor Radiation Detectors. Springer, Berlin, Heidelberg 2007, ISBN 978-3-540-71678-5, doi:10.1007/978-3-540-71679-2 (353 S.).